# أخمينيس (ساتراب)

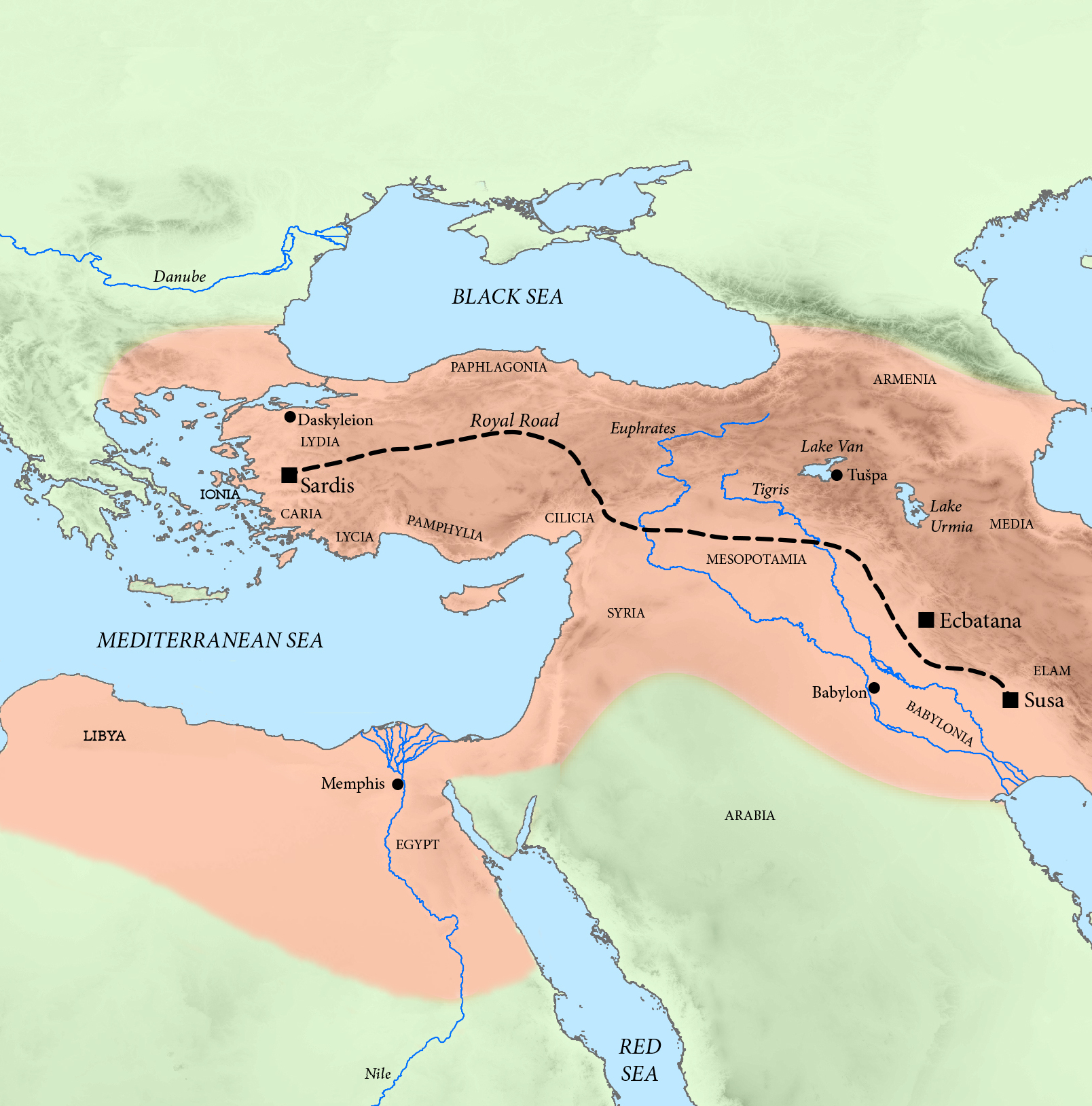
كان أخمينيس ساتراب من مقاطعة مصر الأخمينية.

أخمينيس أو هَخَامَنِش (بالفارسية القديمة: 𐏃𐎧𐎠𐎶𐎴𐎡𐏁 Hakhāmanish؛ بالفارسية الحديثة: هَخامَنِش؛ باليونانية القديمة: Ἀχαιμένης Akhaiménēs، يُطلق عليه أيضًا اسم أخمينيدس بشكل غير صحيح من قبل كتسياس) كان جنرالًا أخمينيًا وساتراب من مصر القديمة خلال أوائل القرن الخامس قبل الميلاد، في وقت الأسرة السابعة والعشرين في مصر.

## حياة مهنية
ابن الملك داريوس الأول من قبل الملكة أتوسا، وبالتالي الأخ الكامل لخشايارشا الأول، تم تعيين أخمينيس ساتراب من مصر في وقت ما بين 486 و 484 قبل الميلاد، بعد فترة وجيزة من تولي خشايارشا. في ذلك الوقت، كانت مصر تثور ضد الحكم الأخميني، ويبدو من المرجح أن حكام الساتراب السابقين فقدوا حياتهم في الاضطرابات. تم قمع التمرد، الذي ربما قاده ملك مصري نصب نفسه باسم بسماتيك الرابع، في النهاية من قبل أخمينيس حوالي 484 قبل الميلاد. بعد الانتصار، تبنى أخمينيس سياسة أكثر قمعية من أجل تثبيط التمردات الجديدة، على الرغم من أن التأثير كان عكس ذلك في الواقع.
عندما شن خشايارشا الغزو الفارسي الثاني لليونان (480-479 قبل الميلاد)، تم استدعاء أخمينيس للحمل على رأس الأسطول المصري المتحالف مع الفرس وشارك في معركة سلاميس (480 قبل الميلاد). نجا أخمينيس من الهزيمة، وأُعيد إلى مصر لاستئناف مهامه كساتراب.
في عام 460 قبل الميلاد، تحت قيادة أمير مصري يُدعى إيناروس، ثارت مصر مرة أخرى ضد الحكم الفارسي. واجه أخمينيس إيناروس في معركة بابريميس (459 قبل الميلاد) لكنه هُزم وقتل. تم إرسال جثة أخمينيس إلى الملك أرتحششتا الأول كتنبيه.